# Geheime opdracht (Jommeke)
Geheime opdracht is het 27ste stripverhaal van Jommeke. De reeks wordt getekend door striptekenaar Jef Nys.

## Personages
- Jommeke
- Flip
- Azof
- Zorki
- Filiberke
- president Groot Amerika
- kleine rollen : Theofiel, Marie, Pekkie, Prosper, secretaris president, Gromki, Izmir Sapiola

## Verhaal
Het verhaal start bij de president van Groot Amerika die een belangrijk document naar de Turkse stad Istanboel wil versturen. Het document is belangrijk voor de wereldvrede, maar er zijn overal vijandelijke spionnen op de loer die de boodschap willen onderscheppen. Via zijn secretaris die albums van Jommeke leest, komt de president in contact met Jommeke. Hij roept hem en Flip op om deze uiterst geheime opdracht te vervullen. Geen enkele spion zal namelijk een kind verdenken. Door een fout van de secretaris komen de spionnen toch op de hoogte van de aanwezigheid van iemand van de regering op het vliegtuig naar Istanboel. Jommeke en Flip besluiten toch te vertrekken, maar eerst verstuurt Jommeke een postpakket met zijn pyjama naar Filiberke.
Onderweg kapen twee spionnen, Azof en Zorki, het vliegtuig. Ze dwingen de piloten in Afrika te landen, maar vinden niets bij de aanwezige mannen en in de bagage. Ze besluiten verder te vliegen naar Turkije, maar moeten een noodlanding maken in Griekenland. De spionnen weten te ontsnappen en ook Jommeke ontvlucht de passagiers. De spionnen ontdekken dit en beseffen dat Jommeke de geheime boodschap moet overbrengen. Daarop ontstaat een heuse achtervolging waarbij Jommeke en Flip steeds uit handen van de spionnen weten te blijven. Aangekomen in Istanboel zet de achtervolging zich voort. Uiteindelijk weten de spionnen Jommeke te strikken in een moskee. Hij geeft de tas met de boodschap af, waarop de spionnen hem met rust laten. De boodschap in de tas blijkt echter vals te zijn. Jommeke heeft vanuit Groot Amerika de echte boodschap met zijn pyjama naar Filiberke verstuurd. Die is inmiddels veilig in Istanboel aangekomen met de boodschap. Samen brengen ze de boodschap naar de bestemmeling waardoor de vijandelijke plannen tegen de vrede tegengehouden kunnen worden. De geheime opdracht is goed volbracht.

## Achtergronden bij het verhaal
- Hoewel men het in het verhaal over Groot Amerika heeft, is het duidelijk dat hiermee de Verenigde Staten bedoeld wordt. Het is het eerste bezoek van Jommeke aan dit land. Tijdens zijn reis trekt hij ook door Griekenland en Turkije, eveneens twee landen die voor het eerst aangedaan worden. Istanboel is de enige genoemde stad in het album.
- Het verhaal werd in volle Koude Oorlog getekend. Dit verklaart meteen waarom dit een spionageverhaal is waarbij Jommeke voor de Amerikanen werkt. Er wordt nergens vermeld welke nationaliteit de vijandelijke spionnen hebben, maar hun uiterlijk en namen zijn duidelijk Russisch geïnspireerd.
- De Turken in het verhaal worden stereotiep getekend. De mannen dragen traditionele kleren en hoeden en hebben allemaal een snor. De weinige vrouwen die voorkomen zijn gesluierd of dragen een hoofddoek.
- Zoals in enkele vroegere verhalen komen er in dit verhaal albums van Jommeke voor die gelezen worden. Dit is wel een van de laatste keren dat dit voorkomt.
- Flip rookt bij de president een sigaar, maar wordt er ziek van. In veel verhalen blijkt hij verzot te zijn op tabak, hoewel hij er niet tegen kan.